# Oaxentunneln

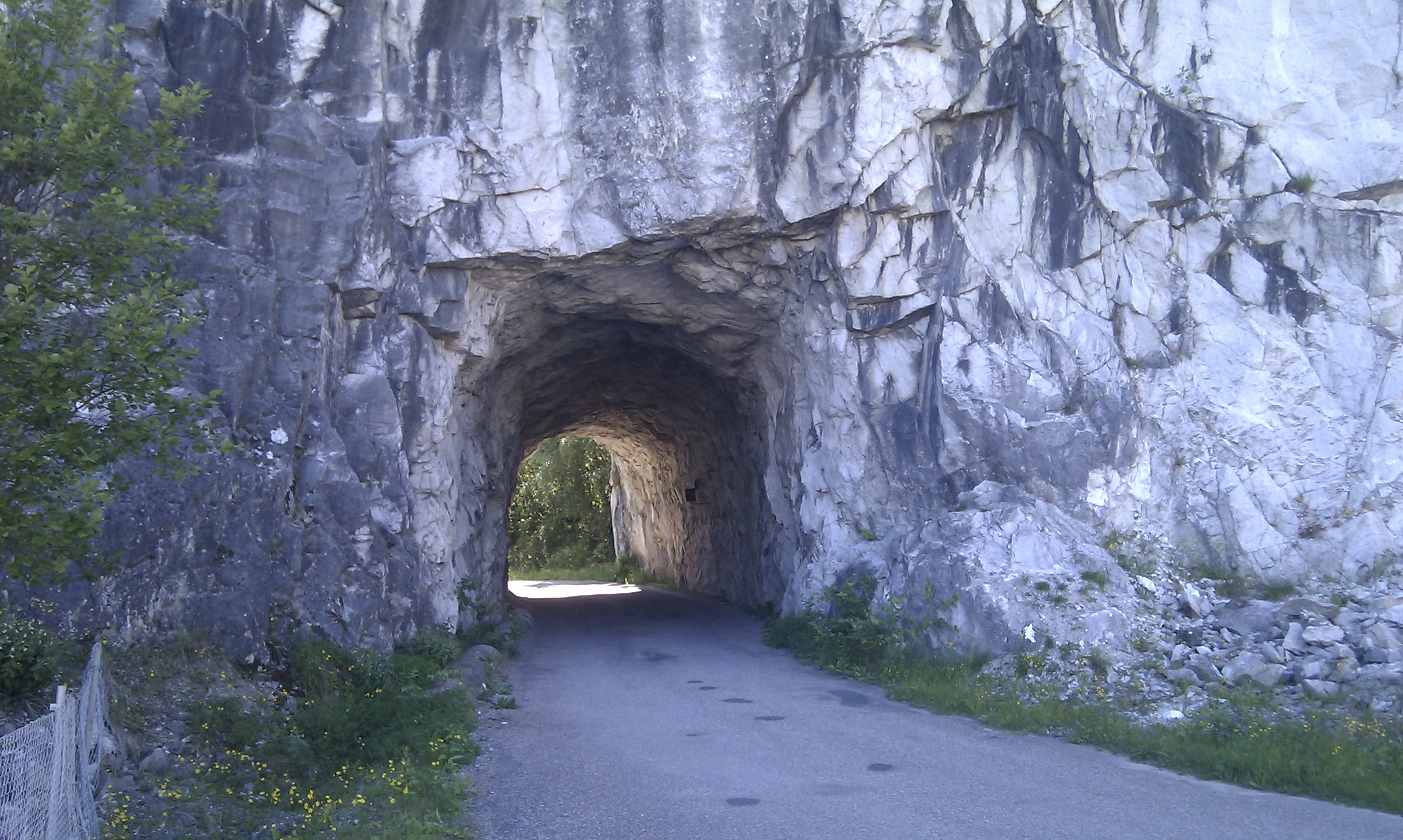
Oaxentunneln

Oaxentunneln ligger på ön Oaxen i Mörkö socken i Södertälje kommun. Tunneln är cirka 30 meter lång och därmed en av Sveriges kortaste vägtunnlar. Tunneln byggdes ursprungligen som en järnvägstunnel. Det fanns förr en smalspårig järnväg på ön.